# Jeffrey Carrión
Jeffrey Carrión (4 febbraio 1960) è un ex cestista portoricano.

## Carriera
Con Porto Rico ha disputato i Giochi panamericani di Caracas 1983.